# Tervuren
Tervuren (im Französischen auch Tervueren) ist eine belgische Gemeinde in der Provinz Flämisch-Brabant in Flandern. Die Gemeinde an der östlichen Stadtgrenze von Brüssel umfasst die Ortsteile Duisburg, Tervuren, Vossem und Moorsel.
Tervuren hatte am 1. Januar 2024 eine Gesamtbevölkerung von 23.077 Einwohnern. Bei einer Fläche von 32,92 km² beträgt die Bevölkerungsdichte in der Gemeinde 701 Einwohner/km². Die Amtssprache in Tervuren ist Niederländisch. Aufgrund der Nähe zu Brüssel und der Britischen Schule in Tervuren hat sich eine internationale Minderheit gebildet, deren Angehörige hauptsächlich aus den Staaten der NATO und der Europäischen Union stammen.

## Geschichte
Der christlichen Überlieferung folgend, handelt es sich bei Tervuren um den Fura genannten Ort, in dem 727 der heilige Hubertus von Lüttich starb. Doch ist dies historisch nicht belegt. Ein erstes historisches Dokument aus dem Jahre 1213 berichtet von einer hölzernen Festung, die an diesem Ort von Heinrich I., Herzog von Brabant, errichtet worden sei. Diese Festung wurde zur Burg von Tervuren ausgebaut, die den Herzogen von Brabant im 14. und 15. Jahrhundert als Residenz diente. 1782 wurde die Burg jedoch zerstört.
In den 1940er und 1950er Jahren übte das florierende Tervuren eine große Anziehungskraft auf die Künstler der Epoche aus. Der Herzog von Brabant hatte hier seinen Sommersitz. Die schöne Umgebung mit ländlichem Charakter, bestehend aus ausgedehnten Parkanlagen, bot viele Motive. Die Auberge du Renard war ein Treffpunkt für die Künstler, die sich teilweise in Tervuren niederließen.
Bis 1959 war Tervuren Endstation einer elektrisch betriebenen Eisenbahn. Der gegenüber dem Königlichen Museum für Zentralafrika gelegene Bahnhof wurde 1964 abgerissen. Der Güterschuppen wurde in einen Pub namens Spoorloos Station umgebaut (dt.: Gleisloser Bahnhof; Spoor bedeutet auch „Spur“, also im Sinne von spurlos verschwunden).
Tervuren ist heute eine der wohlhabendsten Gemeinden in Belgien. Sie ist über die Tervurenlaan (frz.: Avenue de Tervuren, die heutige N3) mit Brüssel verbunden. Diese elf Kilometer lange doppelbahnige Allee wurde von Leopold II. anlässlich der Weltausstellung im Jahre 1897 angelegt. Sie führte von der Brüsseler Innenstadt direkt zum damaligen Kolonienpalais (dem späteren Kolonialmuseum) und gilt bis heute als eine der längsten Alleen Europas.
Entlang der Prachtstraße verläuft die Straßenbahnlinie 44 der Brüsseler Verkehrsbetriebe (MIVB/STIB) als Verbindung zwischen der Metrostation Montgomery und Tervuren. Auf der landschaftlich sehr schönen Strecke verkehren im Sommer auch historische Fahrzeuge des Trammuseums Woluwe.
Am 1. Januar 1977 wurden die bis dahin selbständigen Gemeinden Duisburg und Vossem nach Tervuren eingemeindet.
2003 war der Brüsseler Vorort Schauplatz des Pralinengipfels, eines sicherheitspolitischen Gipfeltreffens Belgiens, Deutschlands, Frankreichs und Luxemburgs.

## Wappen
Beschreibung: In Silber ein blauer blaubewehrter und ebenso gezungter und so gekrönter Löwe.

## Gemeindegliederung
Die Stadtgemeinde Tervuren umfasst vier Siedlungskerne:
- Tervuren mit seiner Altstadt
- Moorsel, schon immer politisch zu Tervuren gehörig
- Duisburg, im Mittelalter eine selbständige Herrschaft, dann eine eigenständige Gemeinde, seit 1977 zu Tervuren
- Vossem, ein Dorf im Tal des Flüsschens Voer, seit 1977 zu Tervuren

## Kultur

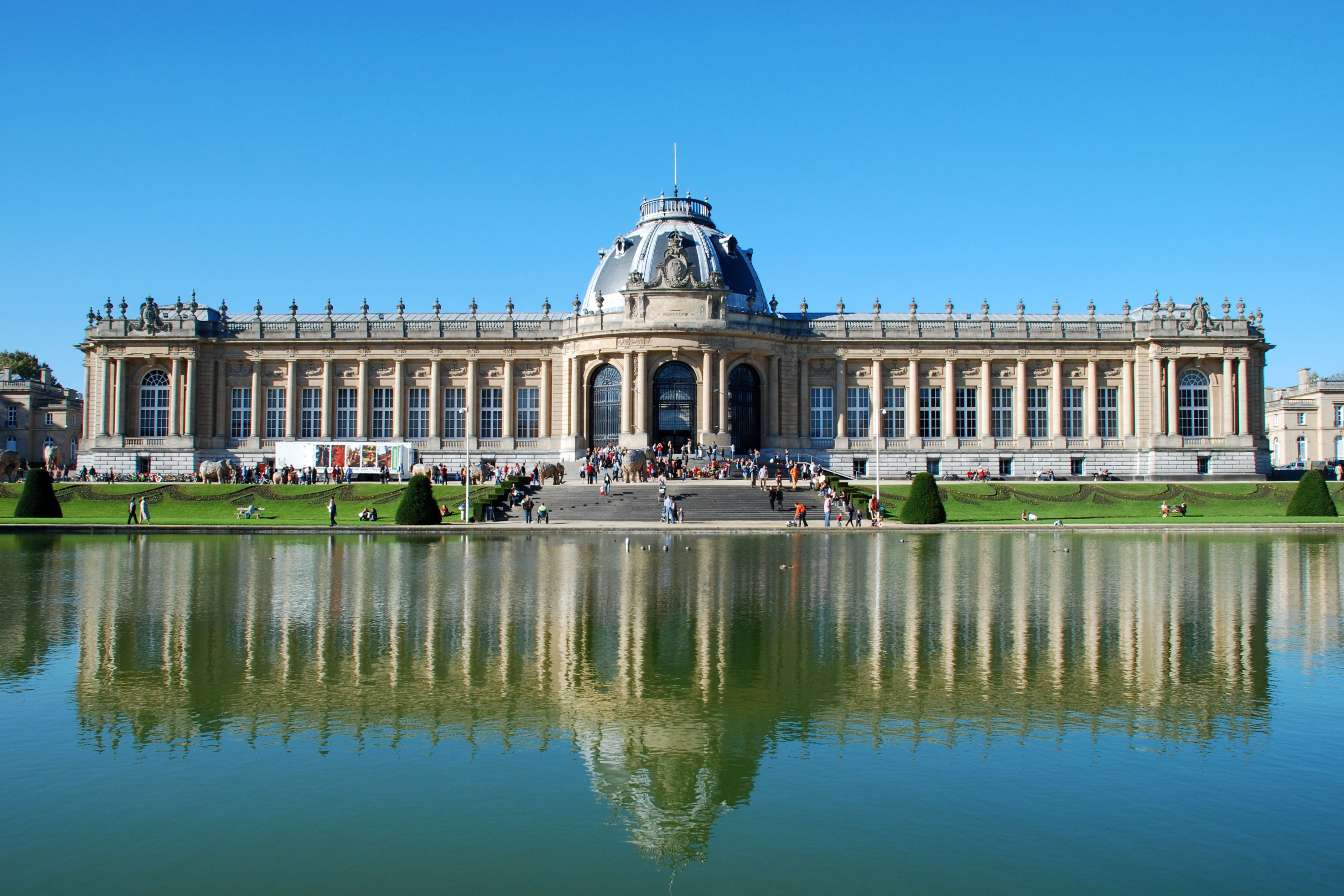
Das Königliche Zentralafrika-Museum vom Park aus gesehen

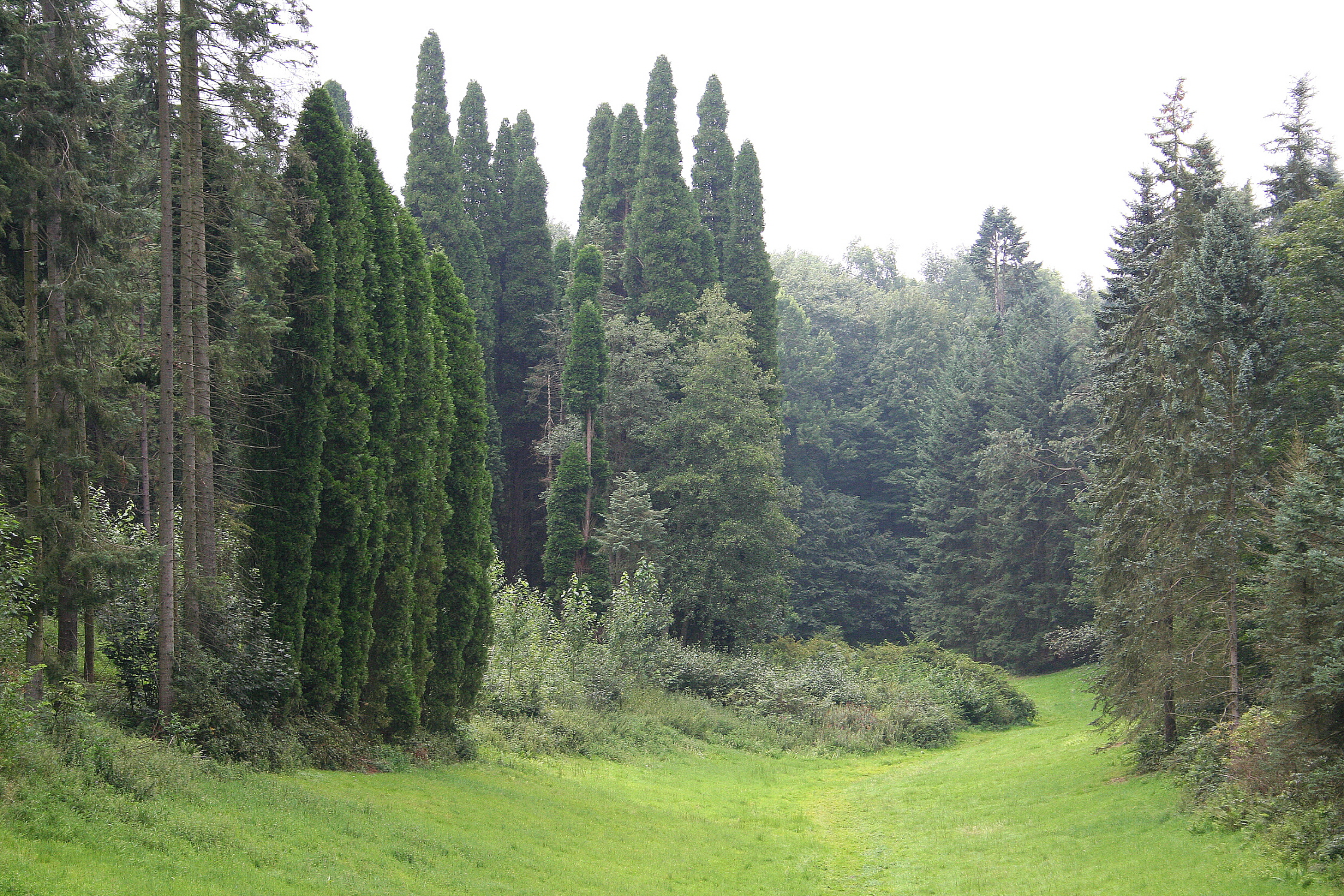
Zedern im Arboretum Tervuren

Tervuren ist besonders für sein Königliches Zentralafrika-Museum (Koninklijk Museum voor Midden-Afrika) bekannt, das unmittelbar im Norden des Parks von Tervuren liegt. Die seit 1957 gezeigte Hauptausstellung des Museums konzentriert sich zum größten Teil auf die Demokratische Republik Kongo, eine ehemalige Kolonie Belgiens. Es werden aber auch Ost-, Zentral- und Westafrika berücksichtigt. Das Museum wurde am 1. Dezember 2013 wegen der Notwendigkeit einer gründlichen Sanierung geschlossen und ist 2018 mit neuer Konzeption wieder eröffnet worden.
Im Zentrum der Gemeinde befindet sich die gotische „Sint-Jan Evangelist kerk“ (deutsch Kirche des Evangelisten Johannes). Sie wurde im 13. Jahrhundert erbaut. Die Seitenschiffe stammen aus dem 14. Jahrhundert. Der Lettner wurde 1517 von den Gebrüdern Keldermans errichtet. Der heutige Eingang, der als Basis für ein neueres Tor diente, stammt aus dem Jahr 1779. In der Kirche befinden sich die Grabmäler der drei aufeinanderfolgenden Herzöge von Brabant Anton von Brabant († 1415), Johann IV. von Brabant († 1427) und Philipp von Saint-Pol († 1430).
Des Weiteren befindet sich in Tervuren eine Bibliothek (Gemeentelijke Openbare Bibliotheek Tervuren, GOBT) mit 43.300 Büchern und 886 DVDs. Der Großteil der Literatur (mindestens 75 %) ist gemäß der Gesetzgebung von Flandern in niederländischer Sprache.
Tervuren ist von zwei großen Parkanlagen umgeben. Im Osten liegt der Park van Tervuren, der von einem Kanal durchquert und von mehreren zusammenhängenden Seen dominiert wird. Der Zonienwald liegt im Südwesten der Stadt und wirkt naturbelassener. Viele Bäume und Sträucher der Anlage wurden von Napoléon Bonaparte aus Ländern eingeführt, die er erobert hatte.
Bemerkenswert ist das Arboretum Tervuren, wo auf 100 Hektar in 40 geographisch gegliederten Parzellen 460 wichtige Baumarten der nördlichen gemäßigten Zonen und der Anden wachsen. Das Arboretum schließt sich an den Park von Tervuren an.

## Städtepartnerschaft
Seit 2003 besteht eine Städtepartnerschaft zu der deutschen Gemeinde Kloster Lehnin in Brandenburg.

## Nachweise
1. ↑  Website des Museums: Renovierung